# Riichiro Manabe
Riichiro Manabe (soms ook: Riichirô) (Japans: 真鍋理一郎, Manabe Riichirō) (Tokio, 9 november 1924) is een Japans componist en muziekpedagoog.

## Levensloop
Manabe studeerde natuurkunde aan het Tokyo Institute of Technology (東京工業大学 Tōkyō Kōgyō Daigaku) - Department of Physics in Tokio en behaalde zijn diploma in 1948. Vervolgens studeerde hij aan de Tokyo National University of Fine Arts and Music (東京藝術大学 Tōkyō Gei-jutsu Daigaku), nu: Tokyo University of the Arts in Tokio bij Ryosuke Hatanaka (zang en koormuziek), bij Tomojiro Ikenouchi, bij Sei Ikeno, Akira Ifukube, Takio Niki, bij Angelo Francesco Lavagnino en Hideo Saito.
Hij werkte als parttimedocent aan de Toho Gakuen School of Music (桐朋学園大学, Tōhō Gakuen Daigaku), de Ochanomizu Joshi Daigaku (Vrouwenuniversiteit Ochanomizu) en aan de Nihon Universiteit.
Manabe schreef als componist naast talrijke muziek voor films ook concertante muziek, vocale werken en kamermuziek. 

## Composities

### Werken voor orkest
- 1953 Three movements, voor orkest
- 1984 Furyuto Concerto, voor dwarsfluit, piano en orkest
- 1984 Prelude, voor orkest

### Werken voor harmonieorkest
- 1954 (Onbekende titel)
- 1988 Omaggio al maestro Ifukube
- 2002 My soul of planting Yu
- March three

### Vocale muziek

#### Werken voor koor
- 1955 Sitting on the wall of Wabiron - Psalm 137, voor gemengd koor en orgel
- 1955 Japanese folk song, voor mannenkoor - gecomponeerd voor het Don-Kozakkenkoor Serge Jaroff
- 1957 Kerstmis, voor gemengd koor
- 1968 Let Pocoyo to love the earth, voor kinderkoor en piano
- 1972 Echo if you call, voor vrouwenkoor en piano - tekst: Kimata Osamu
- 1983 Honeydew gate symphony, voor vrouwenkoor en orkest
- 1983 Poems by Mori Ogai, voor gemengd koor, shakuhachi en shamisen
- 1986 Makoto word of rain and fire, voor mannenkoor en orkest

#### Liederen
- 1951 Spring Evening, voor zangstem en piano - tekst: Nakahara Chuya
- 1954 4 liederen, voor zangstem en piano
- 1955 A sunny day, voor zangstem en piano - tekst: Shuntaro Tanikawa
  1. Someone always
  2. Earth is not a bad place
- 1957 When blowing the horn, big man came, liederencyclus voor sopraan, dwarsfluit, klarinet, basklarinet, altsaxofoon, fagot, hoorn, piano en slagwerk
- 1972 "Takashi" liederen, voor sopraan en piano - tekst: Kimata Osamu

### Kamermuziek
- 1955 Folk tunes of Japan, voor gitaar en blokfluit
- 1969 Blaaskwintet
- 1974 Trio, voor hobo, altviool en gitaar
- Larghetto and Allegro, voor sopraanblokfluit, altblokfluit en gitaar

### Werken voor traditionele Japanse instrumenten
- 1975 The lullaby of three-bamboo, voor shakuhachi en shinobue (bamboefluit)

### Werken voor gitaar
- 1979 Les Cinq Tombeaux, voor drie gitaren

### Filmmuziek
- 1956 Natsu no arashi
- 1956 Suzaki Paradaisu: Akashingô (Suzaki Paradise Red Light)
- 1957 Sûpâ jaiantsu - Jinkô eisei to jinrui no hametsu (Spaceship of Human Destruction)
- 1958 Sûpâ jaiantsu - Uchûtei to jinkô eisei gekitotsu (Destruction of the Space Fleet)
- 1958 Kanzenna yûgi (Perfect Game)
- 1958 Nora neko (Stray Cat)
- 1959 Kashima ari (Room for Let)
- 1959 High Teen
- 1959 Ai to kibô no machi (A Town of Love and Hope)
- 1960 Shiranami gonin otoko: tenka no ô-dorobô (The Five Jolly Thieves)
- 1960 Seishun zankoku monogatari (Youth Cruel Story)
- 1960 Taiyô no hakaba (The Sun's Burial)
- 1960 Nihon no yoru to kiri (Night and Fog in Japan)
- 1961 Tokkyu Nippon (Romance Express)
- 1961 Dangai no ketto (Kill the Killer!)
- 1961 Keishichô monogatari: jûni-nin no keiji (Police Department Story: The Twelve Detectives)
- 1961 Tsuma wa kokuhaku suru (A Wife Confesses)
- 1961 Shiiku (The Catch)
- 1961 Urusai imôtotachi (The Troublesome Sisters)
- 1962 Kori no naka no seishun (Youth on Ice)
- 1962 Amakusa shiro tokisada (The Revolt)
- 1963 Gang domei (Gyangu 7)
- 1965 Fushigina Kusuri (Mysterious Medicine)
- 1967 Dokuyaku no niou onna (The Smell of Poison)
- 1968 Kaburitsuki jinsei (A Thirsty Life)
- 1968 Fukushû no uta ga kikoeru (Song of Vengeance)
- 1968 Â Himeyuri no Tô (Monument to the Girl's Corps)
- 1968 Sogeki (Sun Above, Death Below)
- 1968 Koto no taiyo (No greater Love than this)
- 1969 Jigoku no hamonjo (Exiled to Hell)
- 1969 Yakuza bangaichi (Yakuza Prison)
- 1969 Showa no inochi (Stormy Era)
- 1969 Burakku comedi (Black Comedy)
- 1969 Oretachi no kôya (Our Wilderness)
- 1970 Nippon Kaiho sensen: Sanrizuka (Winter in Narita)
- 1970 Yakuza no yokogao (Profile of a Boss's Son)
- 1970 Kigeki kudabare! Otoko-dama
- 1970 Akuma ga yondeiru (Terror in the Streets)
- 1970 Chi wo sû ningyô: Yûrei yashiki no kyôfu (Bloodsucking Doll)
- 1970 Gekido no showashi 'Gunbatsu' (The Militarists)
- 1971 Showa hito keta shachô tai futaketa shain
- 1971 Noroi no yakata: Chi o suu me (Bloodsucking Eyes)
- 1971 Gojira tai Hedorâ (Godzilla vs. Hedora)
- 1971 Zoku Showa hito keta shachô tai futaketa shain: Getsu-getsu kasui moku kinkin
- 1972 Hakuchô no uta nanka kikoenai
- 1973 Ôkami no monshô (Coat of Arms of the Wolf)
- 1973 Gojira tai Megaro (Godzilla vs. Megalon)
- 1973 Ame no yo no jôji (Love Affair on a Rainy Night)
- 1973 Onna kyôshi: Amai seikatsu (Female Teacher 2)
- 1974 Hana to hebi (Flowers and Snakes)
- 1974 Chi o suu bara (Bloodsucking Rose)
- 1975 Seishun no mon (The Gate of Youth)
- 1976 Yoba (The Possessed)
- 1979 Tatsu no ko Tarô (Taro the Dragon Boy)
- 1979 Jigoku (Hell)
- 1980 Taiyo no ko teda no fua (Child of the Sun)

### Pedagogische werken
- Modern Guitar Handbook: Small musical grammar of guitar lovers, 現代ギター社, 195 p.